# Friedrich Karl Franz Hecker
Friedrich Karl Franz Hecker (Eichtersheim, 28 settembre 1811 – Saint Louis, 24 marzo 1881) è stato un rivoluzionario tedesco.

## Biografia
Figlio di un agente delle tasse, iniziò la sua politica di opposizione al governo, entrando nel 1842 nella Seconda Camera del Baden. Nel settembre 1847 al congresso di Offenburg propose la fondazione di una repubblica tedesca e sostenne, definendosi socialdemocratico, la necessità del superamento del divario esistente tra i grandi capitali e la miseria del quarto stato. Allo scoppio della rivoluzione cercò invano di fare del Parlamento di Francoforte un organo combattivo e rivoluzionario. Insieme a Gustav Struve instaurò allora a Costanza un governo provvisorio e il 12 aprile 1848 iniziò una rivolta avente come scopo la conquista della Germania sudoccidentale. Contava sull'appoggio di simpatizzanti stranieri, quando però Georg Herwegh, il poeta della libertà rivoluzionaria, guidò una colonna di lavoratori tedeschi e francesi al di là del confine di Baden, l'insurrezione era già stata domata durante il combattimento di Kandern, avvenuto il 20 aprile.
Hecker riuscì a fuggire in Svizzera e dopo sei mesi emigrò negli Stati Uniti, facendo il contadino nell'Illinois. Partecipò come comandante delle truppe dell'Unione alla guerra di Secessione del 1861-1864.